# Ilkal
Ilkal è una città dell'India di 51.956 abitanti, situata nel distretto di Bagalkot, nello stato federato del Karnataka. In base al numero di abitanti la città rientra nella classe II (da 50.000 a 99.999 persone).

## Geografia fisica
La città è situata a 15° 58' 0 N e 76° 7' 60 E e ha un'altitudine di 584 m s.l.m..

## Società

### Evoluzione demografica
Al censimento del 2001 la popolazione di Ilkal assommava a 51.956 persone, delle quali 26.324 maschi e 25.632 femmine. I bambini di età inferiore o uguale ai sei anni assommavano a 7.071, dei quali 3.666 maschi e 3.405 femmine. Infine, coloro che erano in grado di saper almeno leggere e scrivere erano 32.271, dei quali 18.947 maschi e 13.324 femmine.